# Crestview (Kentucky)
Crestview és una població dels Estats Units a l'estat de Kentucky. Segons el cens del 2000 tenia 471 habitants.

## Demografia
Segons el cens del 2000, Crestview tenia 471 habitants, 166 habitatges, i 128 famílies. La densitat de població era de 1.818,5 habitants/km².
Dels 166 habitatges en un 39,2% hi vivien nens de menys de 18 anys, en un 66,3% hi vivien parelles casades, en un 11,4% dones solteres, i en un 22,3% no eren unitats familiars. En el 18,1% dels habitatges hi vivien persones soles el 9,6% de les quals corresponia a persones de 65 anys o més que vivien soles. El nombre mitjà de persones vivint en cada habitatge era de 2,84 i el nombre mitjà de persones que vivien en cada família era de 3,24.
Per edats la població es repartia de la següent manera: un 26,8% tenia menys de 18 anys, un 7,2% entre 18 i 24, un 32,1% entre 25 i 44, un 20,6% de 45 a 60 i un 13,4% 65 anys o més.
L'edat mediana era de 35 anys. Per cada 100 dones de 18 o més anys hi havia 92,7 homes.
La renda mediana per habitatge era de 48.750 $ i la renda mediana per família de 55.104 $. Els homes tenien una renda mediana de 35.536 $ mentre que les dones 30.893 $. La renda per capita de la població era de 18.118 $. Cap de les famílies i el 2,4% de la població estaven per davall del llindar de pobresa.

## Poblacions properes
El següent diagrama mostra les poblacions més properes.